# Hoffnungskirche (Ramallah)

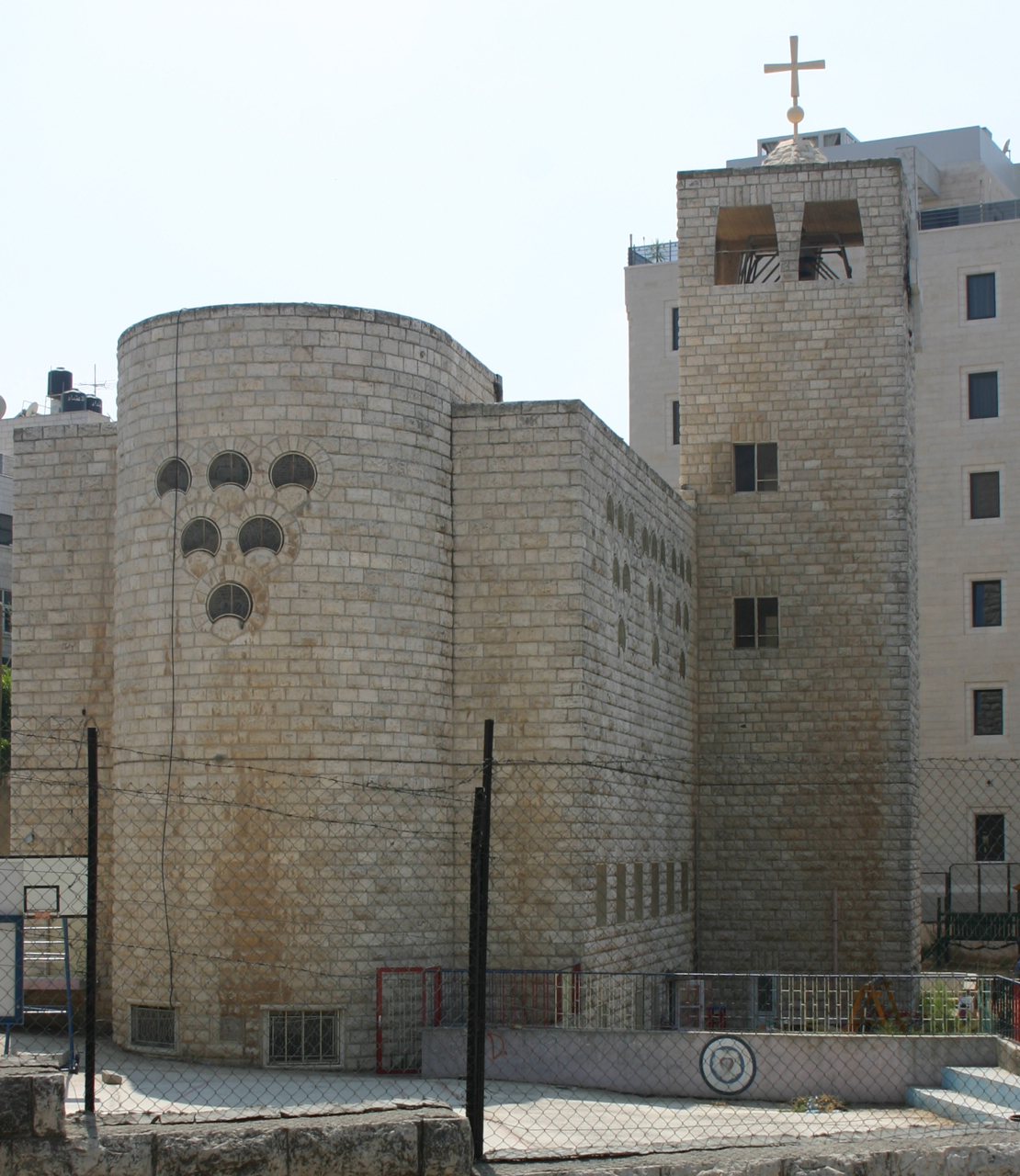
Hoffnungskirche in Ramallah

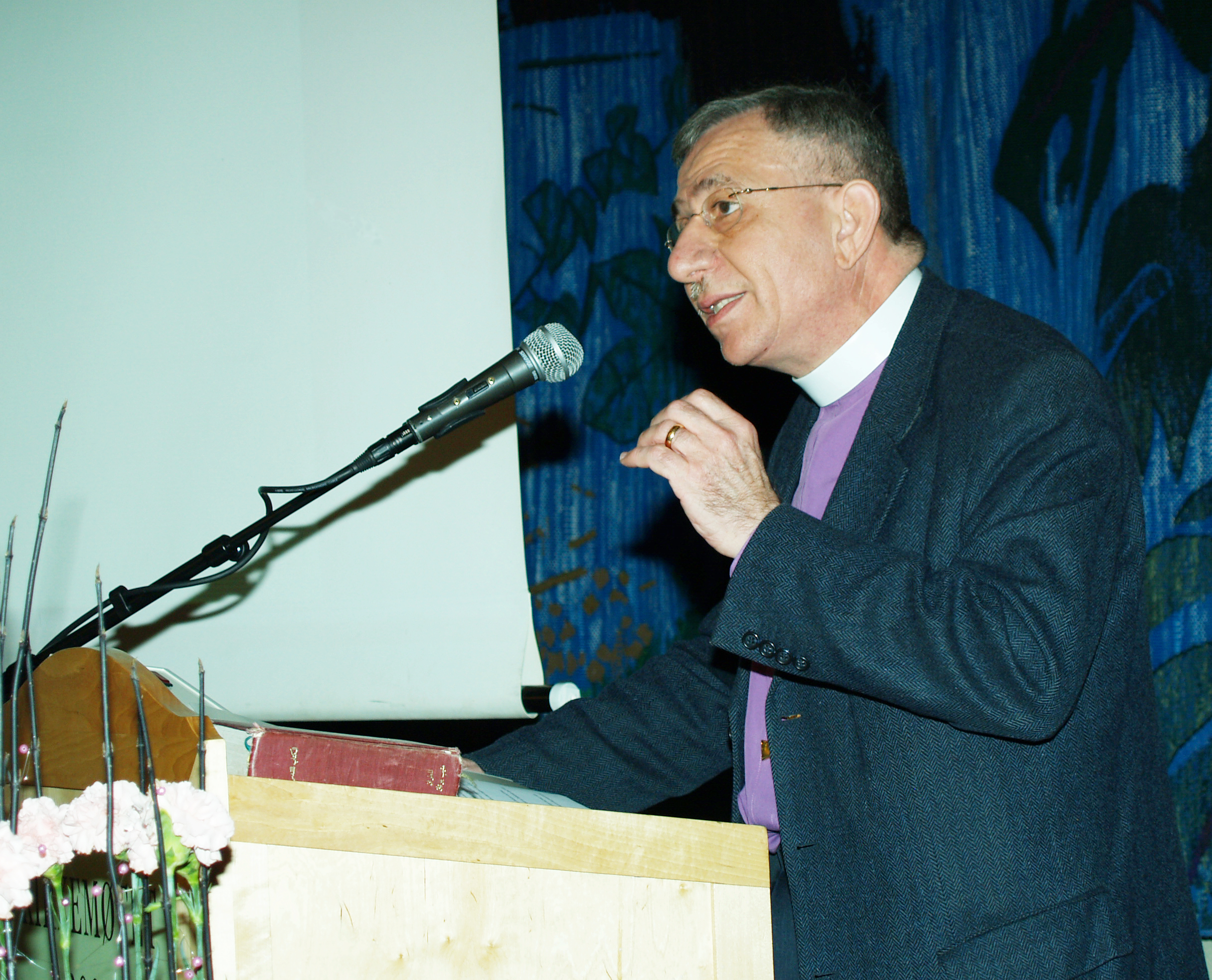
Munib Younan (2008)

Die Hoffnungskirche (Church of Hope) in Ramallah gehört zur Evangelisch-Lutherischen Kirche in Jordanien und im Heiligen Land. Pastor der Gemeinde ist seit 2025 Dr. Munther Isaac.

## Geschichte der Kirchengemeinde
Bei der Gemeindegründung 1954 schrieben sich 38 Familien als Mitglieder ein, einige davon waren als Flüchtlinge des Palästinakrieges 1948/49 nach Ramallah gekommen. Daoud Haddad, Pfarrer an der Erlöserkirche in Jerusalem, besuchte die Gemeinde regelmäßig an Sonntagen. Die Gottesdienste wurden zuerst im Versammlungshaus der Quäker in Ramallah gefeiert, später in der St. Andrew Episcopal Church.
Bassem Nijim († 1983) war der erste Pfarrer der lutherischen Gemeinde in Ramallah. Als er 1956 seinen Dienst antrat, mietete man ein Gemeindehaus an, sammelte aber auch schon Geld für einen Kirchenneubau. Die Gemeinde kaufte Land an und errichtete 1961 das Pfarrhaus. 1961 fand auch die Grundsteinlegung für den Kirchenbau statt.
Munib Younan wurde 1984 der zweite Pfarrer der Gemeinde. Nachdem er 1998 Bischof geworden war, wurde Ramez Ansara als Pfarrer von Ramallah ordiniert. Dieser war in Ramallah geboren und aufgewachsen und studierte Theologie in Tansania (Makumira University College). Die folgenden Inhaber der Pfarrstelle waren seit 2010 Saliba Rishmawi, seit 2012 Imad Haddad, seit 2020 Rodny Said und seit 2025 Munther Isaac.
Die Gemeinde besteht heute aus 92 Familien oder rund 430 getauften Mitgliedern. Fast alle sind als Flüchtlinge gekommen. Sie stammen meist aus Jaffa, Ramle und Lod, Städten, die heute im Staatsgebiet von Israel liegen. Man schätzt, dass 1500 Lutheraner aus Ramallah ausgewandert sind, meist in die Vereinigten Staaten oder nach Kanada.

### Kirchenbau

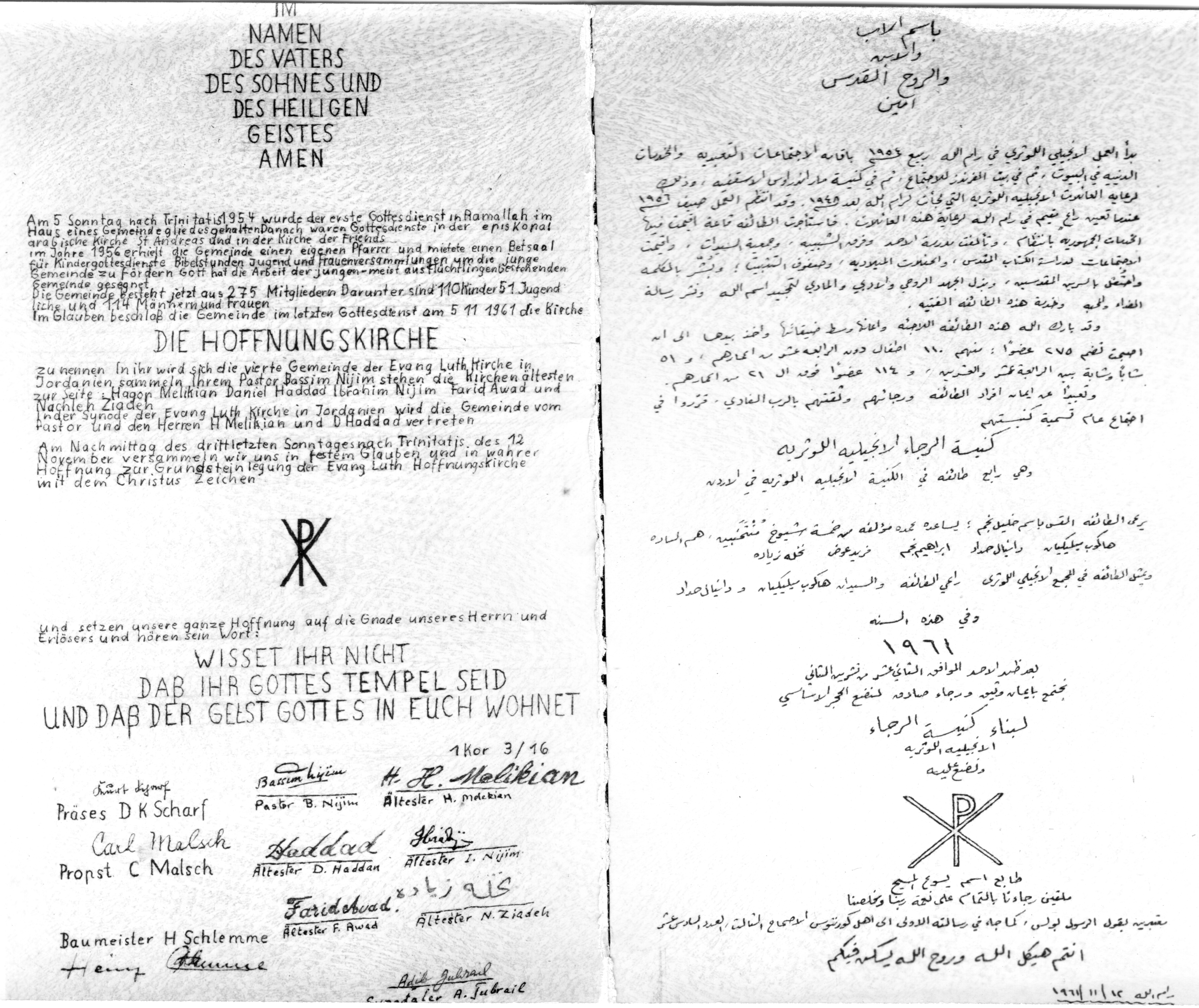
Dokument der Grundsteinlegung vom 12. November 1961

Die Church of Hope wurde in den Jahren 1961 bis 1963 nach Plänen des Architekten Gerhard Langmaack erbaut.
Das Kirchengebäude hat drei Ebenen. In der obersten Etage befindet sich der Gottesdienstraum, der Narthex und das Pfarrbüro, in der mittleren Ebene gibt es einen Gemeindesaal, Schulräume und eine Küche, und im Erdgeschoss sind drei zusätzliche Klassenräume. Da die Kirche an einem Hang liegt, betritt man den Gottesdienstraum von der Straße aus und gelangt über Außentreppen auf die tieferen Ebenen.

### School of Hope
1965 nahm auf dem Nachbargrundstück ein kleiner Kindergarten seine Tätigkeit auf, und 1975 war daraus ein zweistöckiges Schulgebäude geworden, in dem Kinder bis zur neunten Klasse Unterricht erhielten. Der Bau des dritten Stockwerks, fertiggestellt 1982, ermöglichte Unterricht bis zur 12. Klasse. Danach wurde die Schule nochmals aufgestockt, wodurch Räume für Schulcomputer, Theateraufführungen und musikalische und künstlerische Angebote entstanden. Die Schule der Hoffnung ist 2017/18 in ein modernes, großes Schulgebäude gezogen, das in einem Außenbezirk Ramallahs liegt. Sie ist Mitglied der Initiative „Schulen: Partner der Zukunft“ (PASCH), die weltweit Deutschunterricht fördert. Deutsch wird ab der 3. Klasse unterrichtet. Schülerinnen und Schüler der 10. und 11. Klasse können das Deutsche Sprachdiplom (DSD I) erwerben.

### Operation Schutzschild
Im Frühjahr 2002, während der Zweiten Intifada, besetzte die israelische Armee eine Reihe von Städten in der Westbank, so auch Ramallah (Operation Schutzschild). Pastor Ansara wurde am 7. April von Soldaten mit vorgehaltener Waffe gezwungen, in die einzelnen Räume der Kirche voranzugehen, die daraufhin von den Soldaten durchsucht wurden. Die Evangelisch-Lutherische Kirche in Jordanien und im Heiligen Land protestierte dagegen, dass Zivilisten in dieser Weise als menschliche Schutzschilde gebraucht würden. Außerdem beschädigte (nach Angaben der Gemeinde) eine Gruppe israelischer Soldaten die Schulräume, aber nach Aufhebung der Ausgangssperre machten sich die Gemeindeglieder an die Reparatur, und schon eine Woche später konnte der Unterricht wieder aufgenommen werden. Die Hoffnungsschule (School of Hope) hat aktuell etwa 400 Schüler.

### Soziale Arbeit der Gemeinde
Außer Gottesdiensten und verschiedenen Gemeindegruppen gibt es auch soziale Angebote wie Essen auf Rädern, verbunden mit der Bezahlung und Lieferung nötiger Medikamente für Senioren. Weiterhin gibt es eine Ausgabestelle für Grundnahrungsmittel. Diese Arbeit wird durch Partner unterstützt: die Evangelisch-Lutherische Kirche in Amerika, die Presbyterianische Kirche in Amerika, die Finnische Evangelisch-Lutherische Mission und eine lokale NGO (Ata).

### Ökumene und internationale Partnerschaften
Die ökumenische Zusammenarbeit der christlichen Konfessionen ist in Ramallah weit vorangeschritten. Es begann mit gemeinsamen lutherisch-anglikanischen Gottesdiensten an hohen Feiertagen. Heute kooperieren fünf Kirchen miteinander: die griechisch-orthodoxe Kirche Verklärung des Herrn, die römisch-katholische Kirche Zur Heiligen Familie, die anglikanische Kirche St. Andrew’s, die melkitische Verkündigungskirche und die lutherische Hoffnungskirche.
Internationale Partnerschaften pflegt die Gemeinde mit:
- Grefsen kirke, Oslo[5]
- Johanneskirche (Berlin-Lichterfelde)[6]
- Ev. Kirchengemeinde Karlshorst, Berlin.